# Vida (biografia)

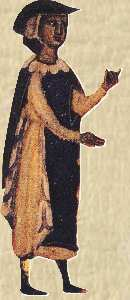
Miniatura del XIII secolo a colori raffigurante il trovatore Bernard de Ventadorn, dritto in piedi che indossa una tunica nera e bianca e un cappello, secondo l'usanza medievale

La vida è una breve biografia anonima in prosa di un trovatore o di una trobairitz, scritta in occitano (XIII o inizio XIV secolo). 
In occitano la parola vida (vita in limosino) significa «vita». Nei canzonieri, collezioni manoscritte di poesia trobadorica medievale, le opere di un particolare autore sono spesso accompagnate da una breve biografia in prosa. Talvolta è questione controversa stabilire fino a che punto esse siano basate su fonti indipendenti; è indubbio che alcune affermazioni sono dedotte da letture letterali di dettagli delle poesie stesse. 
Inoltre, alcune poesie individuali sono accompagnate da razos, spiegazioni delle circostanze nelle quali la poesia fu composta.

## Storiografia
Nei « canzonieri » (raccolte di manoscritti di poesia medievale dei trovatori), le opere di un autore particolare sono spesso accompagnate da una biografia. Alcuni poemi sono talvolta anche accompagnati da razós che descrivono le circostanze nelle quali il poema è stato composto.
Sono stati ritrovati 110 testi, principalmente in manoscritti italiani. Costituiscono una delle prime forme di biografia in lingua romanza. Questi testi sono collocati nelle introduzioni delle poesie dei trovatori, e le storie si ispirano a volte alla vita reale dei trovatori così come era conosciuta all'epoca o a una vita immaginaria dedotta dalle loro poesie. La questione dell'autenticità di queste vidas è soggetta a interpretazioni divergenti in quanto certe affermazioni scaturiscono semplicemente da una lettura letterale di dettagli ricavati dai poemi. Queste biografie hanno tratto forse origine dalle Vitae Latine di cui Margarita Egan fa notare le similitudini negli stili e nei temi.
Gli storici, come Michel Zink, hanno dato una lettura delle Vidas come problematica della « nascita della figura dello scrittore ». La storica americana Eliza Miruna Ghil si è servita di queste Vidas per scrivere il suo libro sulla Parage, il momento in cui si esprime nel corso della Crociata contro gli Albigesi, un'idea di solidarietà tra le genti dei diversi stati d'oc. Jean Boutière e Alexander Herman Schutz hanno fornito un collezione completa di vidas e di razos, con commento e traduzione e in francese. (Vedi sezione Trovatori con vidas).

## Uso delle vidas
Posteriore di un secolo alle poesie dei trovatori, le vidas avevano lo scopo di presentare il trovatore e servire da prefazione alle sue poesie. Margarita Egan rileva che, in base allo studio della loro sintassi, queste vidas erano destinate ad essere recitate in pubblico, indizio questo avvalorato dalla conclusione della seconda versione della vida di Bernard de Ventadorn che annuncia le poesie che stanno per essere "cantate" 
 Secondo Jacques Roubaud queste vidas, essendo per la maggior parte state trovate nei manoscritti italiani, permettevano al giullare (jongleur) che le raccontava, di presentare i trovatori sconosciuti a un uditorio straniero come quello delle corti italiane, costituito principalmente di letterati provenienti da ambienti aristocratici italiani e spagnoli che conoscevano la poesia cortese antica in lingua d'oc. Questa esportazione della letteratura d'oc verso le corti straniere si spiega come una conseguenza della scomparsa di molte corti della Linguadoca dopo la Crociata Albigese.

## Veridicità dellevidas
I dettagli biografici delle vidas sono ispirati dalle poesie dei trovatori di cui evocano la vita. Gli autori hanno forse anche interrogato testimoni o ripreso tradizioni orali. Alcuni dettagli evocati nelle vidas sono stati verificati come autentici, ma in gran parte rivelano un passato leggendario, come nel noto caso della vida di Jaufré Rudel che introduce il tema dell'amore lontano direttamente ispirato dalla sua canzone Lanquan li jorn.

## Esempi dividas
Bernard de Ventadorn
El se'n anèt cò de la Duquessa de Normandia qu'èra jova e de granda valor e lo reçaupèt fòrt plan. De temps foguèt en sa cort e s'enmorèt d'ela e ela d'el e ne faguèt de bonas cançons. Sus aquelas entremièjas lo rei Enric d'Anglatèrra la prenguèt per molhèr e se la menèt dins son país. En Bernat demorèt deçà triste e dolent e se'n anèt al bon Comte de Tolosa ont demorèt d'aquí que lo Comte moriguèt. A sa mòrt, En Bernat, per aquela dolor, se rendèt a l'òrdre de Dalon e aquí finiguèt.

E lo Comte En Eble de Ventadorn, filh de la Vescomtessa qu'En Bernat aimèt, me contèt a ieu, Uc de Sant Circ, çò que ieu ai fait escriure d'En Bernat.»
Se ne andò con la duchessa di Normandia che era giovane e di grande valore e lo accolse molto bene. Passo del tempo alla sua corte e si innamorò di lei e lei di lui; e ne fece buone canzoni. Ma intanto il re d'Inghilterra Enrico la prese in moglie, portandosela nel suo paese. Bernart rimase triste e sconsolato e se n'andò dal buon conte di Tolosa, restandovi fino alla morte del conte. Addolorato per la sua morte, Bernart, si ritirò alla badia di Dalon e qui restò per il restò della sua vita.

Il conte Ebolo di Ventadorn, figlio della viscontessa, amata da Bernart, raccontò a me, Uc de Saint Circ, ciò che ho qui scritto di Bernart.»
Marcabruno
Ramon de Miraval
Jaufre Rudèl

## Trovatori convidas
Questa è una lista completa di trovatori conosciuti con vidas.
| - Alberto Malaspina - Albertet Cailla - Albertet de Sisteron - Alfonso II d'Aragona - Almucs de Castelnau - Aimeric de Belenoi - Aimeric de Peguilhan - Aimeric de Sarlat - Arnaut de Meruoill - Azalaïs de Porcairagues - Beatritz de Dia - Berenguier de Palazol - Bartolomeo Zorzi - Bernart de Ventadorn - Bertran d'Alamanon - Bertran de Born - Bertran de Born lo Filhs - Bertran del Pojet - Blacasset - Blacatz (Blacas de Blacas) - Cadenet - Castelloza - Cercamon - Dalfi d'Alvernha - Daude de Pradas - Elias Cairel - Elias Fonsalada - Enric de Rodes - Ferrarino Trogni da Ferrara - Folchetto di Marsiglia - Folchetto de Romans - Garin d'Apchier - Garin lo Brun | - Gaucelm Faidit - Gausbert Amiel - Gauseran de Saint Leidier - Gui de Cavalhon - Gui d'Ussel - Guillem Ademar - Guillem Augier Novella - Guillem de Balaun - Guillem de Berguedà - Guillem de Cabestany - Guillem Figueira - Guillem Magret - Guillem de Montanhagol - Guillem de Peiteus - Guillem Rainol d'At - Guillem de Saint Leidier - Guilhem de la Tor - Guiraudo lo Ros - Guiraut de Bornelh - Guiraut de Calanso - Guiraut de Salignac - Iseut de Capio - Jaufre de Pons - Jaufre Rudel - Jausbert de Puycibot - Jordan Bonel - Lanfranco Cigala - Lombarda - Marcabrun - Maria de Ventadorn - Monge de Montaudon - Peire d'Alvernhe - Peire Bremon lo Tort | - Peire de Bussignac - Peire Cardenal - Peire Guillem de Tolosa - Peire de Maensac - Pietro de la Mula - Peire Raimon de Tolosa - Peire Rogier - Peire de Valeira - Peire Vidal - Peirol - Perdigon - Pons de Capduoill - Raimbaut d'Aurenga - Raimbaut de Vaqueiras - Raimon de Durfort - Raimon Jordan - Raimon de Miraval - Raimon de las Salas - Rainaut de Pons - Ricau de Tarascon - Rigaut de Berbezilh - Tibors de Sarenom - Tomier e Palaizi - Sail d'Escola - Savaric de Mauleon - Sordello - Turc Malec - Uc de la Bacalaria - Uc Brunet - Uc de Mataplana - Uc de Pena - Uc de Saint Circ |